# Município de Ohio (condado de Monroe, Ohio)
O município do Ohio (em inglês: Ohio Township) é um município localizado no condado de Monroe no estado estadounidense de Ohio. No ano de 2010 tinha uma população de 1.004 habitantes e uma densidade populacional de 16,57 pessoas por km².

## Geografia
O município do Ohio encontra-se localizado nas coordenadas 39° 41′ 30″ N, 80° 52′ 54″ O. Segundo a Departamento do Censo dos Estados Unidos, o município tem uma superfície total de 60.61 km², da qual 59,85 km² correspondem a terra firme e (1,25 %) 0,76 km² é água.

## Demografia
Segundo o censo de 2010, tinha 1.004 habitantes residindo no município do Ohio. A densidade populacional era de 16,57 hab./km². Dos 1.004 habitantes, o município do Ohio estava composto pelo 98,61 % brancos, o 0,2 % eram afroamericanos, o 0,3 % eram amerindios e o 0,9 % eram de uma mistura de raças. Do total da população o 0,4 % eram hispanos ou latinos de qualquer raça.